# 사비나 마토스
사비나 마토스(Sabina Matos, 1974년 2월 13일 ~ )은 미국의 정치인이다.

## 학력
- 로드아일랜드 대학 인문사회 학사

## 경력
- 2011.01 ~ 2021.04 프로비던스 시의회 제15선거구 의원
- 2017.05 ~ 2017.12 프로비던스 시의회 의장 권한대행
- 2019.01 ~ 2021.04 프로비던스 시의회 의장
- 2021.04 ~ 제70대 로드아일랜드 부지사

## 역대 선거 결과
| 선거명      | 직책명                         | 대수 | 정당   | 득표율  | 득표수    | 결과 | 당락                     |
| ----------- | ------------------------------ | ---- | ------ | ------- | --------- | ---- | ------------------------ |
| 2010년 선거 | 시의원 (프로비던스 제15선거구) | -대  | 민주당 | 100.00% | 1,237표   | 1위  | 프로비던스 시의원 당선   |
| 2014년 선거 | 시의원 (프로비던스 제15선거구) | -대  | 민주당 | 96.42%  | 1,347표   | 1위  | 프로비던스 시의원 당선   |
| 2018년 선거 | 시의원 (프로비던스 제15선거구) | -대  | 민주당 | 95.42%  | 1,665표   | 1위  | 프로비던스 시의원 당선   |
| 2022년 선거 | 로드아일랜드 부지사            | 70대 | 민주당 | 51.18%  | 180,909표 | 1위  | 로드아일랜드 부지사 당선 |